# Łukasz Kluczniak
Łukasz Kluczniak (ur. 7 czerwca 1977 w Piotrkowie Trybunalskim) – polski saksofonista jazzowy, kompozytor i aranżer.

## Życiorys oraz twórczość
Mieszka na stałe w Częstochowie, w mieście tym ukończył Szkołę Muzyczną w klasie klarnetu, a następnie studiował w latach 1997 - 2001 w Akademii Muzycznej im. K. Szymanowskiego w Katowicach na Wydziale Jazzu i Muzyki Rozrywkowej w klasie saksofonu (obecnie Wydział Kompozycji, Interpretacji, Edukacji i Jazzu).
Grę na saksofonie rozpoczął w wieku 18 lat inspirowany muzyką Indii, Afryki, późnym Coltrane`m czy Miles`em Davisem. Dwa lata później, w roku 1997 wygrał na tym instrumencie III nagrodę na Międzynarodowym Konkursie Młodych Zespołów Jazzowych JAZZ JUNIORS wraz z zespołem KaPeLa Trio. Rok później na tym samym festiwalu otrzymał wyróżnienie. W ankiecie Jazz Forum za 2000 rok plasuje się w czołówce polskich saksofonistów altowych.
Koncertował z Adamem Rogersem, Tomaszem Stańko, Adamem Pierończykiem, Januszem Muniakiem, Jerzym Mazzollem, Wojciechem Konikiewiczem, Locko Richterem, Stanisławem Sojką, Hanną Banaszak.
Współpracuje na stałe z takimi muzykami jak: Janusz Iwański, Andrzej Przybielski, Marcin Lamch, Przemek Pacan, Arek Skolik, Robert Jarmużek, Marcin Pospieszalski oraz zespołami: Drum Freaks Milo Kurtisa, Chromosomos (z tym zespołem znalazł się na amerykańskiej płycie The Best of Polish Jazz 2005), Mucha Collective.
Grał na wielu festiwalach jazzowych w Polsce: Warsaw Summer Jazz Days, Jazz nad Odrą  i za granicą, w Czechach, Rzymie, na Słowacji, w Niemczech (Leipzig Jazz Festival),  Grecji (European Jazz Festival 2007).
Współpraca z  Januszem Yaniną Iwańskim.
Wraz z pozostałymi muzykami zespołu KaPeLa Trio od 1998 roku współtworzy kwartet jazzowy KaPeLa&Yanina. W tym składzie nagrywa i wydaje dwie płyty: „2001” oraz „The Searchers For Something” (album otrzymuje bardzo pochlebne recenzje, został odnotowany m.in. w „The Jazz Discography” Toma Lorda – Kanada). Współtworzy ścieżkę dźwiękową do filmu Łukasza Wylężałka „Darmozjad Polski”, koncertuje na wielu festiwalach jazzowych m.in. Poznań Jazz Fair ‘99, Wawel Jazz Festiwal ’99, British Fusion Festiwal ’99 oraz Gitar City 2000.
Kontynuacją współpracy z Yaniną jest nagranie w 2007 roku (czekającej na wydanie) płyty nowego projektu Yanina Free Wave.
Poza projektami ściśle jazzowymi jego dorobek artystyczny jest równie bogaty. Na stałe współpracuje z zespołem Deus Meus, Zespołem W Składzie. Co roku bierze udział w festiwalu JSJD Rzeszów. Koncertował z Januszem Radkiem, Agatą Ślazyk (Piwnica pod Baranami), zespołem New Life'M, i Armią.
W roku 2008 bierze udział w telewizyjnych festiwalach: Krajowym Festiwalu Polskiej Piosenki Opole oraz 13 Festiwalu Gwiazd Gdańsk, Sopot.

## Dyskografia
- Pomoc Duchowa „Powróćmy" /Edycja Św. Pawła, 1998/
- Bogumił Rylewicz & Pomoc duchowa ”Psalmy" /Edycja Św. Pawła, 1998/
- KaPeLa Yanina „2001" /SelleS Enterprises, 1999/
- Adonai „Skosztuj, zobacz" /Matan & Dorota Sumińscy, 2000/
- Yanina&KaPeLa „Searchers for something" /Gowi Records, 2002/
- KaPeLa Trio&Smyki „Chorały" /nie wydana, 2002/,
- KaPeLa Trio & Andrzej Przybielski „Barwy przestrzeni" /nie wydana, 2002/,
- Adonai „Ballada o miłości" /Matan & Dorota Sumińscy, 2002/
- Habakuk „4 Life" /Gigant Records, 2005/
- Habakuk „Hub-A-Dub" /Gigant Records, 2006/
- Mieczysław Szcześniak „Zwykły cud" /Polskie Radio, 2006/
- Deus Meus „Trasa” (Edycja Św. Pawła, 2006)
- Lidia Pospieszalska „Inaije" /Edycja Św. Pawła, 2007/
- Anti Babylon System „Światło" /AV Studio 2007/
- Habakuk „Family Front" /Lou Rocked Boys, 2008/
- Coherence Quartet "Coherence" - February 25, 2013
- Lidia Pospieszalska "Podróże na chmurze"  -  2017
- Coherence Quartet - "SAGAYE" - 06 April 2018